# Wendy Watriss
Wendy Watriss (* 15. února 1943 San Francisco, Kalifornie) je americká fotografka, kurátorka, novinářka a spisovatelka.

## Životopis
Wendy Watriss se narodila v San Franciscu a většinu dětství strávila mezi východním pobřežím USA a Evropou. Watriss promovala s vyznamenáním na New York University. Během pobytu na Manhattanu se Watriss setkala s Fredem Baldwinem, svým pozdějším manželem a uměleckým spolupracovníkem.

## Kariéra
Jako novinářka se Watriss zabývala náboženským konfliktem v subsaharské Africe, stávkami žen za mír, vietnamskými veterány a Agent Orangeem a užíváním drog v USA. Od roku 1970 do roku 1992 pracovala jako profesionální fotografka. Její práce vyšly mimo jiné v časopisech Life, Stern (Německo), Geo, Photoreportages (Francie), New York Times, Bild (Švédsko), Christian Science Monitor.
V roce 1983 Watriss spoluzaložila s Fredem Baldwinem FotoFest, výstavu fotografií, která se každoročně opakuje v Houstonu v Texasu. V roce 1990 se stala hlavní kurátorkou a uměleckou ředitelkou FotoFestu a během svého působení v ní vytvořila více než 60 výstav.
Watriss je autorkou několika knih, včetně Image and Memory, Photography from Latin America 1866–1994 se spoluautorem Loisem Parkinsonem Zamorou. Fotografie Wendy Watriss jsou součástí sbírek v Amon Carterově muzeu; Muzeu výtvarných umění v Houstonu; The Menil Collection; Humanitním výzkumném středisku, Texaské univerzitě v Austinu; Bibliothèque Nationale v Paříži; Musée de la Photographie, Charleroi, Belgie, jakož i v soukromých sbírkách.

## Ocenění
Watriss získala ocenění od World Press Photo (Nizozemsko), Cenu Oskara Barnacka (1982), Missouri School of Journalism Pictures of the Year, XI International Interpress Photo a The Women's International Democratic Federation (Německo). V roce 2013 obdržela cenu Lifetime Achievement Award od Houston Fine Arts Fair.